# Acacia myriobotrya
Acacia myriobotrya é uma espécie de leguminosa do gênero Acacia, pertencente à família Fabaceae.